# Gran Premio di superbike di Phillip Island 1997
Il Gran Premio di Superbike di Phillip Island 1997 è stata la prima prova su dodici del campionato mondiale Superbike 1997, è stato disputato il 23 marzo sul Circuito di Phillip Island e ha visto la vittoria di John Kocinski in gara 1, mentre la gara 2 è stata vinta da Aaron Slight.
Curiosamente il campionato mondiale Superbike 1996 si era concluso con la stessa prova che, in questo caso, è invece la prova inaugurale.
Le nuove regole per l'assegnazione dei punti prevedevano che i piloti iscritti al campionato europeo della categoria, nonché alcuni dei piloti ammessi grazie a wild card non ottenessero punti validi per la classifica iridata.
La prima delle due gare è stata anche disturbata dal maltempo.

## Risultati

### Gara 1

#### Arrivati al traguardo[3]
| Pos. | Nº | Pilota          | Squadra                                | Motocicletta | Giri | Tempo     | Griglia | Punti |
| ---- | -- | --------------- | -------------------------------------- | ------------ | ---- | --------- | ------- | ----- |
| 1º   | 3  | John Kocinski   | Castrol Honda                          | Honda        | 22   | 41:16.551 | 7º      | 25    |
| 2º   | 4  | Carl Fogarty    | Ducati Racing ADVF                     | Ducati       | 22   | +0:15.722 | 5º      | 20    |
| 3º   | 6  | Simon Crafar    | Kawasaki Racing                        | Kawasaki     | 22   | +0:28.958 | 3º      | 16    |
| 4º   | 8  | Akira Yanagawa  | Kawasaki Racing                        | Kawasaki     | 22   | +0:40.906 | 2º      | 13    |
| 5º   | 52 | Troy Bayliss    | Ansett Air Freight                     | Suzuki       | 22   | +1:28.949 | 12º     | 11    |
| 6º   | 32 | Marty Craggill  | Kawasaki Australia                     | Kawasaki     | 21   | +1 giro   | 16º     | 10    |
| 7º   | 22 | Scott Russell   | Yamaha World Superbike                 | Yamaha       | 21   | +1 giro   | 8º      | 9     |
| 8º   | 13 | Andreas Meklau  | HPB Promotion                          | Ducati       | 21   | +1 giro   | 23º     | 8     |
| 9º   | 49 | Shawn Giles     | Mobil Honda                            | Honda        | 21   | +1 giro   | 17º     |       |
| 10º  | 17 | Pere Riba       | White Endurance                        | Honda        | 21   | +1 giro   | 22º     | 7     |
| 11º  | 35 | Jason Love      | Ducati Dealer                          | Ducati       | 21   | +1 giro   | 21º     |       |
| 12º  | 31 | Igor Jerman     | MD Depala Vas                          | Kawasaki     | 21   | +1 giro   | 26º     | 6     |
| 13º  | 69 | Benn Archibald  | Bombardiere Earthmoving                | Kawasaki     | 21   | +1 giro   | 29º     | 5     |
| 14º  | 38 | Greg Moss       | Mobil Honda                            | Honda        | 21   | +1 giro   | 20º     |       |
| 15º  | 48 | Craig Stafford  | Stafford MC / Fieldaneer Apparel       | Yamaha       | 20   | +2 giri   | 30º     |       |
| 16º  | 99 | Steve Martin    | Melbourne Suzuki - Phil Tainton Racing | Suzuki       | 20   | +2 giri   | 13º     |       |
| 17º  | 66 | Stephen Tozer   | K & W Motorcycles                      | Kawasaki     | 19   | +3 giri   | 34º     |       |
| 18º  | 34 | Simon Middleton | Graham Rye Kawasaki                    | Kawasaki     | 19   | +3 giri   | 31º     |       |

#### Ritirati
| Nº | Pilota               | Squadra                  | Motocicletta | Giri | Griglia |
| -- | -------------------- | ------------------------ | ------------ | ---- | ------- |
| 62 | Graeme Wilshaw       | ASAP Process Servers     | Suzuki       | 16   | 28º     |
| 15 | Piergiorgio Bontempi | Kawasaki Italy Bertocchi | Kawasaki     | 10   | 10º     |
| 45 | Colin Edwards        | Yamaha World Superbike   | Yamaha       | 9    | 4º      |
| 44 | Damon Buckmaster     | Kawasaki Australia       | Kawasaki     | 7    | 15º     |
| 39 | Craig Connell        | Ducati Dealer            | Ducati       | 7    | 14º     |
| 11 | Mike Hale            | Suzuki World Superbike   | Suzuki       | 6    | 18º     |
| 2  | Aaron Slight         | Castrol Honda            | Honda        | 5    | 1º      |
| 89 | John Orchard         | Orchard                  | Kawasaki     | 4    | 35º     |
| 9  | Neil Hodgson         | Ducati Racing ADVF       | Ducati       | 3    | 6º      |
| 51 | Peter Goddard        | Ansett Air Freight       | Suzuki       | 1    | 9º      |
| 12 | James Whitham        | Suzuki World Superbike   | Suzuki       | 1    | 19º     |
| 7  | Pierfrancesco Chili  | Gattolone Racing         | Ducati       | 1    | 11º     |
| 14 | James Haydon         | Gio.Ca.Moto              | Ducati       | 0    | 24º     |
| 42 | David Emmerson       | Bancell Racing           | Suzuki       | 0    | 25º     |
| 41 | Alistair Maxwell     | Maxwell MotorCycles      | Kawasaki     | 0    | 27º     |
| 79 | Daniele Vanolini     | Due Fratelli T.Chiv      | Ducati       | 0    | 32º     |

### Gara 2

#### Arrivati al traguardo[4]
| Pos. | Nº | Pilota               | Squadra                          | Motocicletta | Giri | Tempo     | Griglia | Punti |
| ---- | -- | -------------------- | -------------------------------- | ------------ | ---- | --------- | ------- | ----- |
| 1º   | 2  | Aaron Slight         | Castrol Honda                    | Honda        | 22   | 35:33.916 | 1º      | 25    |
| 2º   | 45 | Colin Edwards        | Yamaha World Superbike           | Yamaha       | 22   | +0:00.033 | 4º      | 20    |
| 3º   | 6  | Simon Crafar         | Kawasaki Racing                  | Kawasaki     | 22   | +0:00.757 | 3º      | 16    |
| 4º   | 4  | Carl Fogarty         | Ducati Racing ADVF               | Ducati       | 22   | +0:08.229 | 5º      | 13    |
| 5º   | 52 | Troy Bayliss         | Ansett Air Freight               | Suzuki       | 22   | +0:18.007 | 12º     | 11    |
| 6º   | 22 | Scott Russell        | Yamaha World Superbike           | Yamaha       | 22   | +0:22.654 | 8º      | 10    |
| 7º   | 3  | John Kocinski        | Castrol Honda                    | Honda        | 22   | +0:24.217 | 7º      | 9     |
| 8º   | 44 | Damon Buckmaster     | Kawasaki Australia               | Kawasaki     | 22   | +0:27.493 | 15º     | 8     |
| 9º   | 32 | Marty Craggill       | Kawasaki Australia               | Kawasaki     | 22   | +0:43.216 | 16º     | 7     |
| 10º  | 49 | Shawn Giles          | Mobil Honda                      | Honda        | 22   | +0:43.269 | 17º     |       |
| 11º  | 39 | Craig Connell        | Ducati Dealer                    | Ducati       | 22   | +0:43.310 | 14º     |       |
| 12º  | 15 | Piergiorgio Bontempi | Kawasaki Italy Bertocchi         | Kawasaki     | 22   | +0:49.847 | 10º     | 6     |
| 13º  | 12 | James Whitham        | Suzuki World Superbike           | Suzuki       | 22   | +1:05.567 | 19º     | 5     |
| 14º  | 14 | James Haydon         | Gio.Ca.Moto                      | Ducati       | 22   | +1:13.243 | 24º     | 4     |
| 15º  | 13 | Andreas Meklau       | HPB Promotion                    | Ducati       | 22   | +1:17.753 | 23º     | 3     |
| 16º  | 35 | Jason Love           | Ducati Dealer                    | Ducati       | 22   | +1:21.959 | 21º     |       |
| 17º  | 17 | Pere Riba            | White Endurance                  | Honda        | 22   | +1:29.236 | 22º     | 2     |
| 18º  | 42 | David Emmerson       | Bancell Racing                   | Suzuki       | 21   | +1 giro   | 25º     | 1     |
| 19º  | 48 | Craig Stafford       | Stafford MC / Fieldaneer Apparel | Yamaha       | 21   | +1 giro   | 30º     |       |
| 20º  | 66 | Stephen Tozer        | K & W Motorcycles                | Kawasaki     | 21   | +1 giro   | 34º     |       |
| 21º  | 89 | John Orchard         | Orchard                          | Kawasaki     | 21   | +1 giro   | 35º     |       |

#### Ritirati
| Nº | Pilota           | Squadra                                | Motocicletta | Giri | Griglia |
| -- | ---------------- | -------------------------------------- | ------------ | ---- | ------- |
| 31 | Igor Jerman      | MD Depala Vas                          | Kawasaki     | 19   | 26º     |
| 11 | Mike Hale        | Suzuki World Superbike                 | Suzuki       | 15   | 18º     |
| 8  | Akira Yanagawa   | Kawasaki Racing                        | Kawasaki     | 14   | 2º      |
| 62 | Graeme Wilshaw   | ASAP Process Servers                   | Suzuki       | 14   | 28º     |
| 99 | Steve Martin     | Melbourne Suzuki - Phil Tainton Racing | Suzuki       | 13   | 13º     |
| 38 | Greg Moss        | Mobil Honda                            | Honda        | 8    | 20º     |
| 69 | Benn Archibald   | Bombardiere Earthmoving                | Kawasaki     | 5    | 29º     |
| 9  | Neil Hodgson     | Ducati Racing ADVF                     | Ducati       | 4    | 6º      |
| 34 | Simon Middleton  | Graham Rye Kawasaki                    | Kawasaki     | 4    | 31º     |
| 41 | Alistair Maxwell | Maxwell MotorCycles                    | Kawasaki     | 1    | 27º     |
| 79 | Daniele Vanolini | Due Fratelli T.Chiv                    | Ducati       | 0    | 32º     |